# 800 mètres féminin aux championnats du monde d'athlétisme en salle 2016
Pour un article plus général, voir Championnats du monde d'athlétisme en salle 2016.
Navigation
2014 2018
Le 800 mètres féminin des Championnats du monde en salle 2016 s'est déroulé les 19 et 20 mars 2016 à Portland, aux États-Unis.

## Faits marquants
L'Américaine Ajee Wilson, championne du monde junior 2010 et titulaire du meilleurs temps 2016 des engagées, remporte la première série en 2 min 0 s 69 devant la Kényane Margaret Wambui, championne du monde junior 2012. Les deux autres séries, moins rapides, ne qualifient que la Burundaise Francine Niyonsaba, record national en 2 min 2 s 37 tout comme l'avait fait son compatriote Antoine Gakeme lors de la course masculine, et Laura Roesler.
En finale, Niyonsaba prend la tête après 400 m de course, devant Wambui et Wilson, maintenant une avance de 2-3 m jusque dans la dernière ligne droite. Francine Niyonsaba remporte la course, tandis que l'Américaine dépasse la Kényane dans les derniers mètres. En 2 min 0 s 01, la Burundaise établit le meilleur temps 2016 en salle et remporte la deuxième médaille mondiale en salle pour son pays depuis 1993, après l'argent de Gakeme.

## Meilleures performances mondiales en 2016
Les meilleures performances mondiales en 2016 avant les Championnats du monde en salle sont :
|   | Athlète         | Pays        | Marque        | Lieu     | Date            |
| - | --------------- | ----------- | ------------- | -------- | --------------- |
| 1 | Ajee Wilson     | États-Unis  | 2 min 00 s 09 | New York | 20 février 2016 |
| 2 | Joanna Józwik   | Pologne     | 2 min 00 s 12 | Toruń    | 12 janvier 2016 |
| 3 | Brenda Martinez | États-Unis  | 2 min 00 s 14 | New York | 20 février 2016 |
| 4 | Melissa Bishop  | Canada      | 2 min 00 s 19 | Glasgow  | 20 février 2016 |
| 5 | Lynsey Sharp    | Royaume-Uni | 2 min 00 s 30 | Boston   | 12 février 2016 |

## Médaillées
| Or                 | Argent      | Bronze          |
| Francine Niyonsaba | Ajee Wilson | Margaret Wambui |

## Résultats

### Finale
| Rang               | Athlète             | Nationalité | Temps         | Notes |
| ------------------ | ------------------- | ----------- | ------------- | ----- |
| Médaille d'or      | Francine Niyonsaba  | Burundi     | 2 min 00 s 01 | WL    |
| Médaille d'argent  | Ajee Wilson         | États-Unis  | 2 min 00 s 27 |       |
| Médaille de bronze | Margaret Wambui     | Kenya       | 2 min 00 s 44 | PB    |
| 4                  | Laura Roesler       | États-Unis  | 2 min 00 s 80 |       |
| 5                  | Aníta Hinriksdóttir | Islande     | 2 min 02 s 58 |       |
| 6                  | Habitam Alemu       | Éthiopie    | 2 min 04 s 61 |       |

### Séries
Qualification : Le vainqueur de chaque série (Q) et les 3 meilleurs temps (q) sont qualifiés pour la finale.
| Rang | Série | Athlète                  | Nationalité     | Temps         | Notes  |
| ---- | ----- | ------------------------ | --------------- | ------------- | ------ |
| 1    | 1     | Ajee' Wilson             | États-Unis      | 2 min 00 s 61 | Q      |
| 2    | 1     | Margaret Nyairera Wambui | Kenya           | 2 min 00 s 68 | q, SB  |
| 3    | 1     | Aníta Hinriksdóttir      | Islande         | 2 min 01 s 96 | q      |
| 4    | 1     | Habitam Alemu            | Éthiopie        | 2 min 02 s 34 | q      |
| 5    | 2     | Francine Niyonsaba       | Burundi         | 2 min 02 s 37 | Q, NIR |
| 6    | 1     | Anastasiia Tkachuk       | Ukraine         | 2 min 02 s 60 |        |
| 7    | 2     | Lynsey Sharp             | Grande-Bretagne | 2 min 02 s 75 |        |
| 8    | 2     | Lovisa Lindh             | Suède           | 2 min 03 s 44 |        |
| 9    | 2     | Hedda Hynne              | Norvège         | 2 min 03 s 96 |        |
| 10   | 2     | Malika Akkaoui           | Maroc           | 2 min 04 s 00 |        |
| 11   | 3     | Laura Roesler            | États-Unis      | 2 min 04 s 38 | Q      |
| 12   | 3     | Tigist Assefa            | Éthiopie        | 2 min 04 s 55 |        |
| 13   | 2     | Liga Velvere             | Lettonie        | 2 min 05 s 20 |        |
| 14   | 3     | Christina Hering         | Allemagne       | 2 min 05 s 39 |        |
| 15   | 3     | Adelle Tracey            | Grande-Bretagne | 2 min 07 s 05 |        |
| 16   | 3     | Rose Mary Almanza        | Cuba            | 2 min 08 s 07 |        |
| 17   | 3     | Natoya Goule             | Jamaïque        | 2 min 08 s 23 |        |

## Légende
Records et Performances
- AR : Record continental (area record)
- CR : Record des championnats (championship record)
- MR : Record du meeting (meet record)
- NR : Record national (national record)
- OR : Record olympique (olympic record)
- PR : Record paralympique (paralympic record)
- PB : Record personnel (personal best)
- SB : Meilleure performance personnelle de la saison (season's best)
- WL : Meilleure performance mondiale de l'année (world leader)
- WJR : Record du monde junior (world junior record)
- WR : Record du monde (world record)

Circonstances et Conditions
- DNF : N'a pas terminé (did not finish)
- DNS : N'a pas pris le départ (did not start)
- DQ : Disqualification (disqualification)
- NM : Aucun essai valable enregistré (No Mark)
- Q : Qualifié « directement » au prochain tour (ou à la prochaine compétition), lors d'une compétition majeure, grâce au classement ou à la réalisation des minima (automatic qualifier)
- q : Qualifié au prochain tour (ou à la prochaine compétition), lors d'une compétition majeure, grâce au repêchage ou à la réalisation de l'une des meilleures performances parmi celles des « non qualifiés directement » (grâce au meilleur temps ou à la meilleure distance par exemple) (secondary qualifier)